# Środowa (Štětín)
Środowa (česky Středeční; 1856-1945 německy Mittwochstraße, polsky Czwartkowa, Bursztynowa) je ulice o délce 122,1 m na Starém Městě ve čtvrti Śródmieście ve Štětíně. Vede z severozápadu na jihovýchod a spojuje ulici Panieńskou s ulicí Małou Odrzańskou (před rokem 1945 s nábřežím Odry). V celé délce je ulice jednosměrná.

## Dějiny
Dnešní ulice Środowa se skládá ze tří bývalých ulic: depen orde, platea medweken a platea penesticorum.

### Před rokem 1856
depen orde
Německý historický název: Neutief. Dolní část ulice mezi ulicí Malou Odrzańskou a oderským přístavištěm. Tato část ulice byla poprvé zmíněna v roce 1326 jako platea dicta middewekenesbrugge. Někdy se používal také název platea dicta Medwekenstrate, tedy ulice „zvaná Střední most“ (1344). Na výjezdu z ulice na bulvár na Odře byla tehdy brána zvaná Mlýnská a hned za ní most zvaný Prostřední. V roce 1535 se objevil název depen orde, tj. „hloubka“, a později Neuendep Straß, tj. „nová hloubka“. Tato jména odkazovala na sníženinu půdy, která zde existovala v době slovanského osídlení, a na velkou hloubku Odry v ústí ulice.
platea medweken
Německý historický název: Mittwochstraße. Střední část ulice je zmiňována v roce 1344 pod německým názvem Medwekenstrate a v roce 1345 pod latinským platea medweken („Středeční ulice“). Tento název měl označovat rodinu Middweke, která v této části ulice kdysi žila. Další hypotéza související s etymologií názvu platea medweken je, že se v této části ulice údajně konaly středeční trhy.
platea penesticorum
Německý historický název: Hakenstraße. Horní část ulice mezi zaniklým Zelným trhem a ulicí Panieńskou. V roce 1344 označována jako platea penesticorum („ulice úplatků“) a v roce 1410 jako hakenstrate. Název hakenstrate byl spojován s obchodníky prodávajícími potraviny a průmyslové zboží.

### Po roce 1856
Po roce 1856 byly ulice Neutief, Mittwochstraße a Hakenstraße sloučeny a přejmenovány na Mittwochstraße. Během bombardování Štětína v letech 1943 a 1944 byly zničeny činžovní domy podél ulice. Ruiny všech budov byly po roce 1945 zbourány a ulice se nejprve jmenovala Czwartkowa a po nějaké době Bursztynowa. Kolem roku 1947 byl úsek ulice od ulice Mała Odrzańska k nábřeží Odry odstraněn a na jeho místě byla vybudována vozovka ulice Arteria Nadodrzańska. V roce 1970 byl na pozemku mezi Rybným trhem a Panieńskou postaven hotel Arkona. V letech 1978-1996 byla v blízkosti ulice vybudována Hradní cesta, jejíž jeden z viaduktů křižuje bývalý dolní úsek ulice Środowé a spojuje ulici Arteria Nadodrzańska se vstupní nití do města. V roce 1994 byl ulici navrácen předválečný název a v letech 1998-2013 byly na pozemcích na pravé straně ulice, která se nachází mezi ulicemi Panieńskou a Małou Odrzańskou, postaveny nové domy. V roce 2019 byla na místě hotelu Arkona, zbouraného v roce 2007, zahájena výstavba hotelu ibis Styles.
V rámci projektu nového mostu Kłodného se plánuje likvidace ulice Arteria Nadodrzanska od ulice Jana z Kolna k ulici Środowé, demolice viaduktu, který křižuje bývalou trasu ulice Środowé, rekonstrukce její spodní části a vytvoření nových čtvrtí budov po obou stranách ulice. Volné pozemky na levé straně ulice mají být rovněž zastavěny.

## Galerie

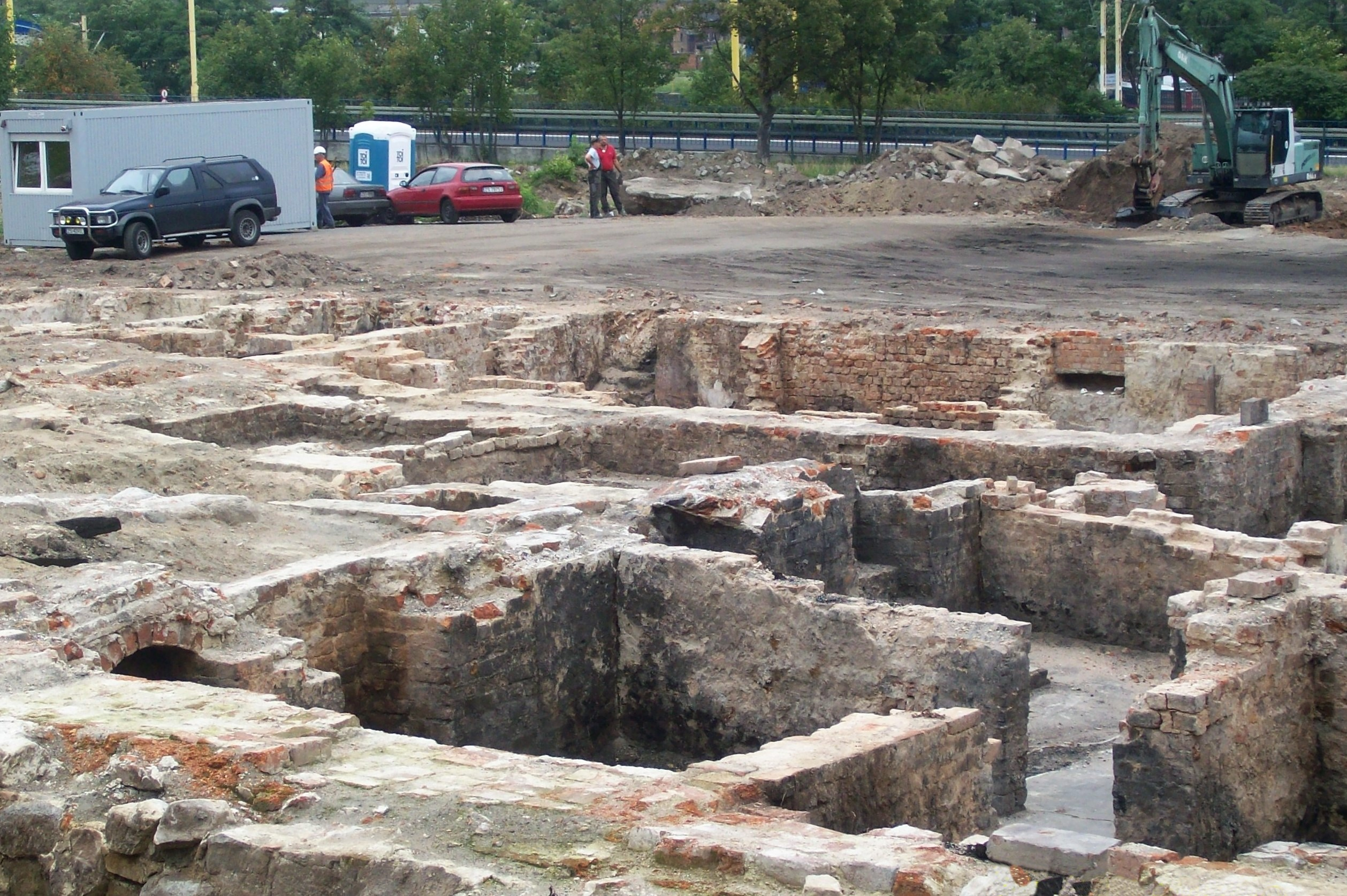
Odkryté základy předválečných činžovních domů
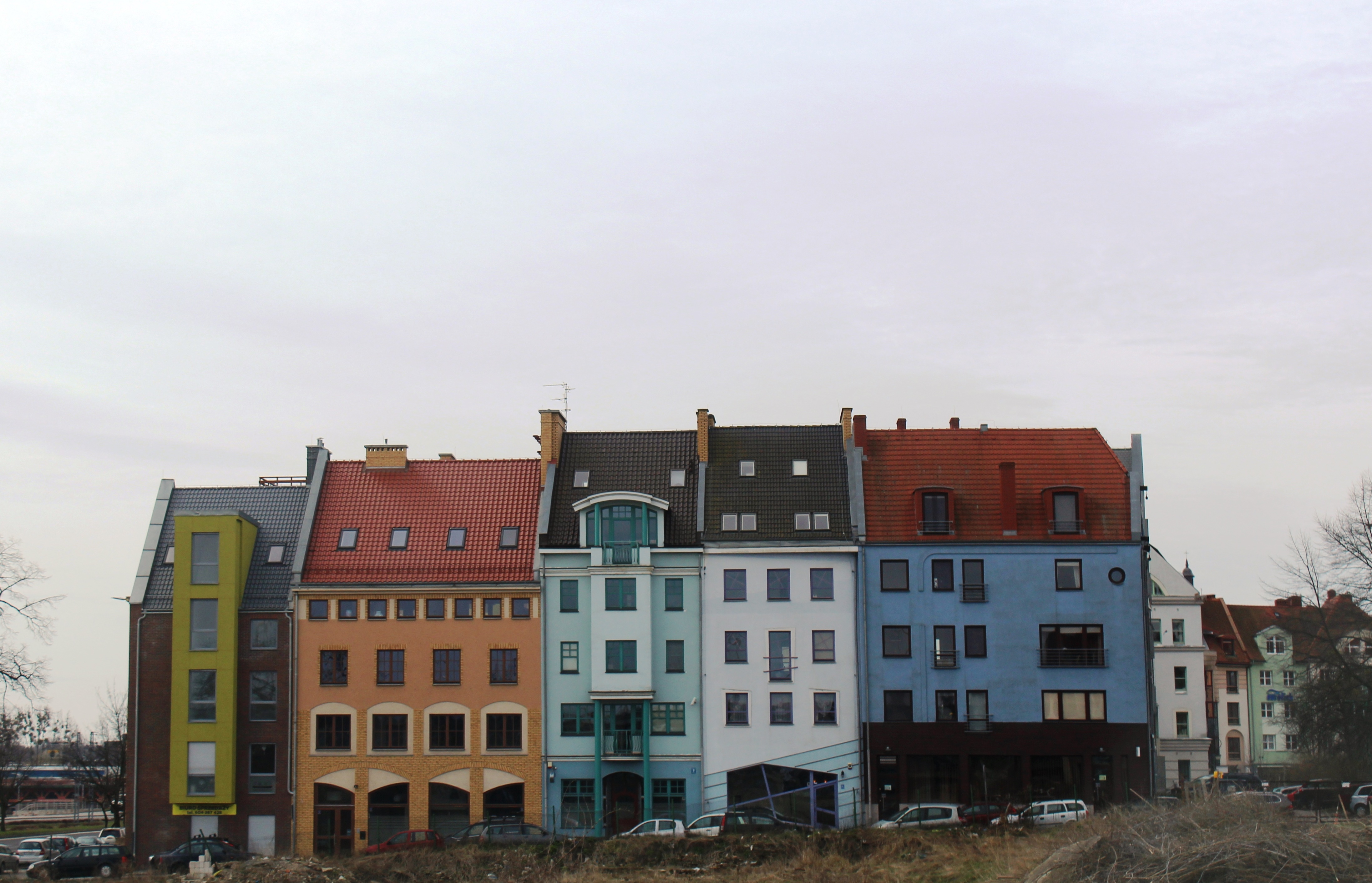
Ulice mezi Malou Odrzanskou a Rybím trhem, 2015
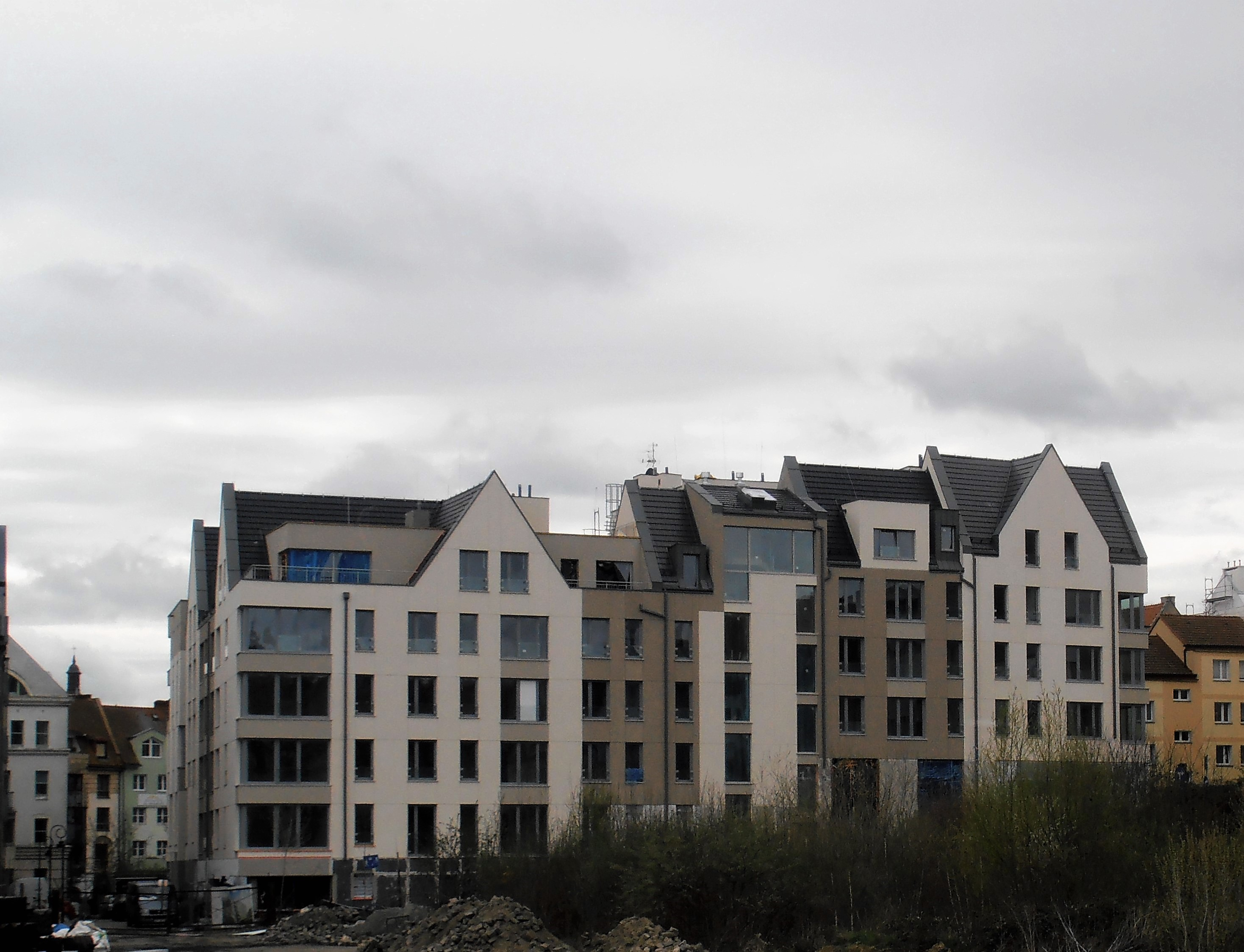
Výstavba hotelu ibis Styles, 2021
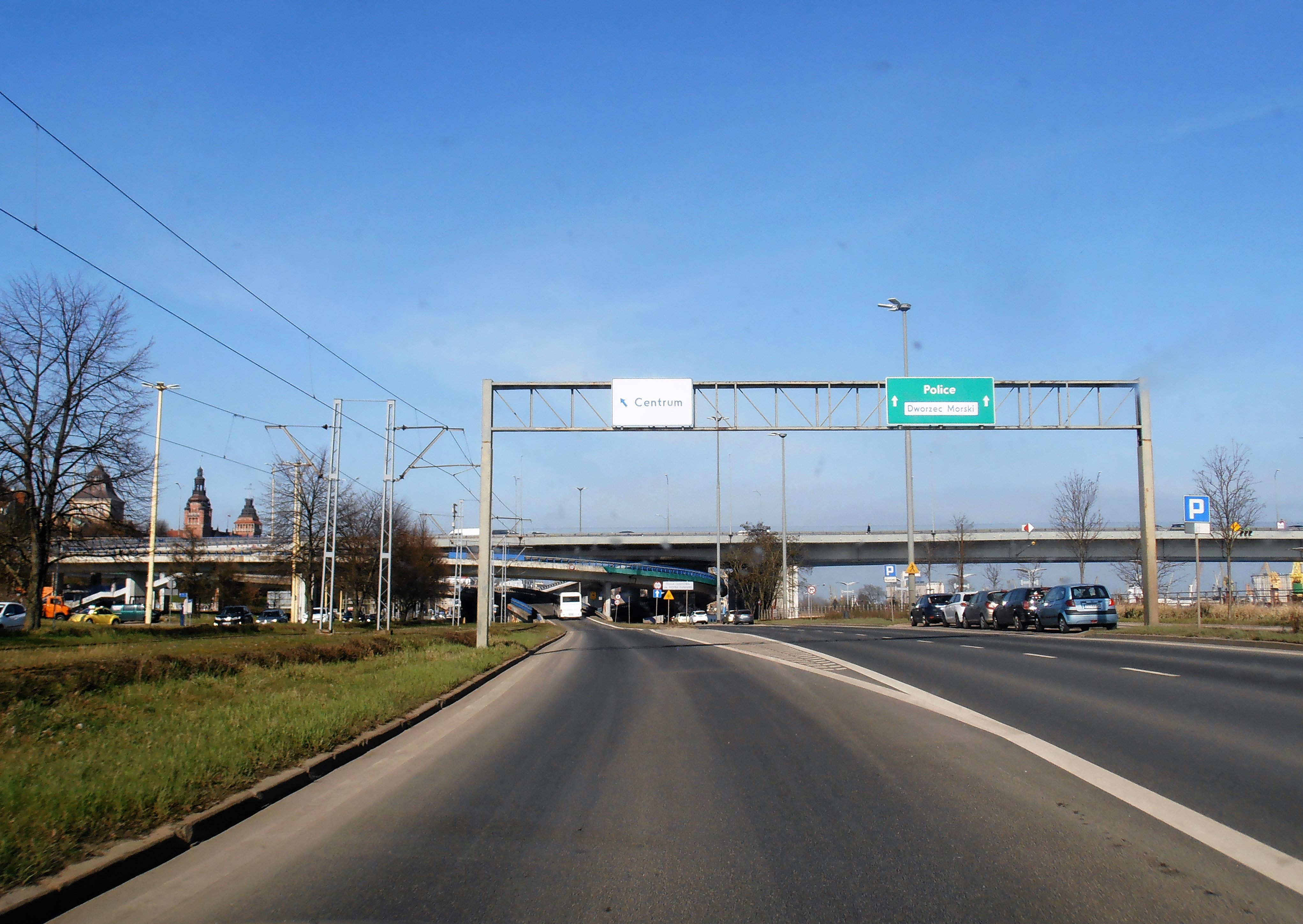
Arteria Nadodrzańska na úrovni bývalé dolní části ulice, 2021